# Эллины Украины
«Эллины Украины» (укр. Елліни України) — щомісячна газета, яка видається в Маріуполі Федерацією грецьких товариств України.
Заснована 1996 року. Є друкованим органом Федерації грецьких товариств України. Видається російською, новогрецькою мовами, частина статей пишеться українською. Щомісячний наклад — 1500 примірників. Основна мета статей газети — інформування про життя грецьких громад в Україні, про події в Греції, а також популяризація грецької мови та культури. Також газета видавалася за межами України — в державах СНД, Греції, Кіпрі. Першим редактором газети (до 2009) був Анатолій Балджі. Чинний редактор — Вікторія Помазан.